# Intelsat 707
Intelsat 707 war ein Fernsehsatellit der International Telecommunication Satellite (Intelsat). Seine angenommene Lebensdauer betrug 11 Jahre.
Intelsat 707 wurde am 14. März 1996 mit der europäischen Trägerrakete Ariane 4 vom Weltraumbahnhof Kourou in Französisch-Guayana ins All befördert.
Er war bis August 2004 auf 1° West positioniert. Hier wurde er vom Intelsat 10-02 ersetzt und auf seine jetzige Position verschoben.
Im Januar 2011 wurde er abgeschaltet und in einen Friedhofsorbit manövriert.

## Empfang
Der Satellit konnte in Europa, Nord- und Südamerika sowie Teilen Afrikas empfangen werden.
Die Übertragung erfolgte im C- und Ku-Band.